# Romuleon
Pour les articles homonymes, voir Romuleon (homonymie).
Le Romuleon est un ouvrage latin décrivant l'histoire de Rome, depuis sa fondation légendaire par Romulus et Rémus jusqu'à l'empereur Constantin. C'est une compilation par Benvenuto da Imola rédigée à Florence à la mi-XIVe siècle entre 1361 et 1364, à la demande de Gomez Albornoz, gouverneur de Bologne. Le livre lui-même est basé sur un ensemble de textes latins classiques, y compris le livre Ab Urbe Condita de Tite-Live  et la Vie des douze Césars de Suétone.

## Le commanditaire
Gomez Albornoz est le neveu du cardinal Egidio Albornoz, qui lui confie d'importantes responsabilités au cours de sa seconde légation en Italie (1358-1367). Du 15 avril 1361 au 4 janvier 1364, Gomez Albornoz est gouverneur de Bologne au service de l'Église et animateur de la défense de la ville contre Barnabo Visconti. C'est à cette époque qu'il commande le Romuleon à Benvenuto da Imola. Il combat à la tête des milices urbaines de Bologne, d'abord aux côtés de Fernand d'Espagne, l'ultime podestat aux attributions militaires, puis seul, se signalant par son courage et son esprit d'initiative. Aussitôt après le début des tractations entre les Visconti et Urbain V, le cardinal appelle son neveu à Ancône, faisant en sorte qu'il quitte Bologne un mois avant l'arrivée du cardinal Androino (7 février 1364) que le pape a nommé légat en Lombardie et vicaire de Bologne. Gomez Albornoz devient capitaine général de la guerre dans le royaume de Naples, puis est appelé à Avignon par son oncle comme ambassadeur de Jeanne de Naples. Enfin il est vicaire de Regno, d'Ascoli Piceno, gouverneur du duché de Spolète, sénateur de Rome,.

## Sujet
Le sujet du Romuleon est exposé en quelques mots dans le prologue : l'auteur, tout en soulignant les différentes époques de la Rome antique (Royauté, République, Empire), indique clairement qu'il ne s'intéressera qu'à la Rome païenne. Ainsi, le Romuleon se démarque nettement des histoires universelles qui embrassent à la fois les antiquités  hébraïque, grecque et romaine. 
Le prologue contient des indications sur le style et le genre historique auquel appartient la compilation. Les critères de concision de style humble (« sine ulla rethorica pompa ») classent le Romuleon dans la catégorie du « compendium », de l'abrégé ou du manuel, dont la seule prétention est de permettre d'accéder facilement à un savoir soigneusement sélectionné. Il s'adresse à un public moins cultivé, n'ayant que des connaissances médiocres en latin.

## Choix du titre
Le choix du titre est étonnant. L'ouvrage aurait pu s'intituler plus traditionnellement « Gesta Romanorum » ou « Compendium historiarum romanarum » (et d'ailleurs  plusieurs manuscrits du Romuleon portent ces deux titres, quitte à contraindre les copistes ou rubricateurs à commenter le titre. Ainsi Sébastien Mamerot profite de son prologue pour approuver le choix de l'auteur:  « des tresrenomméz faiz rommains reduis en ung brief et compendieux traictié latin par ung tresnotable et grant historien qui a celle occasion l'a justement et a droit intitulé et nommé Romuleon » (BnF fr. 364, fol. 13c). Il est possible que l'auteur ait choisi un titre intentionnellement antiquisant par l'emploi de la terminaison grecque -on, ou qu'il avait à l'esprit le titre du  « Decameron » de Boccace.

## Sources
Les sources du Romuleon sont celles disponibles à l'époque. L'auteur en donne la liste dès le prologue et il les met en valeur dans les chapitres introductifs. Mais sa source principale, et qu'il ne mentionne pas, n'est pas Tite-Live, mais Riccobaldo da Ferrara qui compose une Historia romana entre 1305 et 1308 et un Compendium romanae historiae en 1318. Des chapitres entiers des livres huit et neuf du Romuleon en sont une réécriture, et des parties du début sont des copies des Historiae. Le respect de la chronologie est une différence notable entre les textes de Riccobaldo et de Benvenuto :  Riccobaldo privilégie l'unité du sujet plutôt que la continuité temporelle, alors que Benvenuto est plus attaché à la continuité dans le temps. Quant au style, le Compendium et les Historiae n'ont jamais été recopiées mot à mot, mais toujours réécrits dans la même langue. 

## La langue
La langue employée par Benvenuto da Imola est une des explications du succès du livre. Elle est loin de celle de Pétrarque ou de Coluccio Salutati, et éloignée de celle de Cicéron. Au contraire, il cherche un « style humble » et sans rhétorique : c'est un latin à la syntaxe un peu flottante et enrichi par le lexique de la langue vulgaire. Ses simplifications par suppression de préfixes verbaux, par des modifications dans l'ordonnancement des mots, certaines influencées par la langue vulgaire en font un "« style plébéien »". Désireux de s'adresser à un large public et surtout d'être compris, Benvenuto a abandonné toute prétention lexicale ou syntaxique, mais il a soigné cursus,  le rythme du discours qui, loin d'être un obstacle à la lecture, scande le récit en en marquant nettement les articulations.

## Le format
Les manuscrits présentent une table des matières longue et détaillée, qui s'étend sur plusieurs dizaines de pages. Elle est à la fois un résumé, un index, et une aide à la lecture. Elle permet aisément de retrouver aisément tous les événements majeurs de l'histoire de Rome. Elle est divisée en dix, suivant le nombre de livres du Romuleon. À l'intérieur de chaque division, les entrées se présentent dans l'ordre alphabétique des personnages importants ; elles donnent la substance de l'action accomplie par le personnage et la référence au chapitre.
Le format des manuscrits les rend particulièrement maniables. La taille des feuillets est à peu près celle d'une feuille A4. Le nombre de pages est aux alentours de 700. (p. ex.) Les exemplaires italiens sont des manuscrits peu coûteux, destinés à l'étude. La décoration est réduite à des initiales nues peintes en rouge et bleu, à des lettres émanchées; des lettrines peuvent être ornées de filigranes ou d'antennes. Le seul exemplaire luxueux est le remaniement de la fin du XVe siècle par   Adamo Montaldo . Peu d'exemplaires possèdent un frontispice. L'écriture est souvent rapide.  

## Diffusion
Le Romuleon a été largement diffusé et a connu un succès notable. Trente-huit exemplaires ont été identifiés. La liste pourrait s'allonger si les manuscrits intitulés parfois « Historia romana », « Compendium historie romanae »" ou « De gestis Romanorum », ou même classés sans titre dans un rubrique « Rome » d'un catalogue de manuscrits, s'avèrent être à la lecture des exemplaires du Romuleon. Le Romuleon est peu copié dans des exemplaires luxueux (p. 59) ; il prend généralement la forme d'un livre d'usage courant, un ouvrage de référence ou « usuel », en revanche d'un volume important. Les divers exemplaires montrent une forte cohérence et une profonde homogénéité. Sur les 38 exemplaires conservés, une trentaine sont italiens. 
L'ouvrage a connu un succès important du début  jusqu'à la fin du XVe siècle. C'est du début du XVe siècle que datent la plupart des copies.   Il fait l'objet de quatre traductions, deux en italien et deux en français.  Des 38 manuscrits connus, la plupart sont conservés en Italie, cinq sont en Espagne. La diffusion en France est plus aristocratique :  
- Un exemplaire latin est à la Bibliothèque Sainte-Geneviève[15].
- Un autre exemplaire, que Jean Budé demande à l'un de ses scribes[16], est à la Bibliothèque Mazarine[17].
- Un exemplaire à la Bibliothèque municipale d'Amiens[18].
- À la Bibliothèque nationale et universitaire de Strasbourg, le Ms.0.023 daté du 25 mai 1443[19].
- A la bibliothèque municipale de Niort

Vers la fin du XVe siècle le Romuleon apparaît comme vieilli, et on n'éprouve pas le besoin de l'imprimer.

## Les traductions
Il a été traduit en italien deux fois, et plus tard traduit deux fois en moyen français :
- 1460 : Romuléon, traduit par Jean Miélot pour Philippe le Bon[1].
- 1466 : Romuléon, traduit par Sébastien Mamerot pour Louis de Laval. Cette traduction a été rééditée en 2000[20].

Au début du pontificat d'Alexandre VI, Adamo Montaldo réécrit le Romuleon de Benvenuto de Imola, lui ajoutant des composantes poétiques et une vie d'Alexandre le Grand. C'est le seul exemplaire italien connu du Romuleon qui soit luxueusement décoré.